# 日本酢ビ・ポバール
日本酢ビ・ポバール株式会社（にほんさくビ・ポバール、英文名称:JAPAN VAM & POVAL CO.,LTD.）は、酢酸ビニルやポバール（ポリビニルアルコール）の製造を行う企業。信越化学工業とユニチカの共同出資により設立されたが、現在は信越化学工業の100%子会社となっている。

## 主な製品
- 酢酸ビニル（年間生産能力15万トン）
- ポバール（年間生産能力6万トン）
- カルボン酸ビニル

## 沿革
- 1968年 - 信越化学工業とユニチカが共同で酢酸ビニル・ポリビニルアルコール事業開始。
- 2002年5月1日 - 信越酢酸ビニルとユニチカケミカルが合併、日本酢ビ・ポバール株式会社設立。
- 2005年3月31日 - 信越化学工業の100%子会社となる。

## 事業所
- 本社・工場 - 〒592-8331 大阪府堺市西区築港新町三丁目11番地の1
- 東京営業グループ - 〒103-0021 東京都中央区日本橋本石町3丁目2番7号
- 大阪営業グループ - 〒541-0054 大阪府大阪市中央区南本町4丁目2番10号